# Hodenhagen
Hodenhagen – gmina w Niemczech, w kraju związkowym Dolna Saksonia, w powiecie Heidekreis, siedziba gminy zbiorowej Ahlden.

## Geografia
Gmina Hodenhagen położona jest na prawym brzegu rzeki Aller

## Serengeti Park
Park zoologiczno-rozrywkowy o powierzchni 200 hektarów, składających się z kilku stref, które można przejechać samochodem. W Serengeti Park mieszka ok. 1,5 tys. dzikich zwierząt (lwy, stada gnu, bawoły, żyrafy, tygrysy i strusie) żyjących niczym na wolności. Znajduje się tu również największa w Niemczech hodowla słoni; jedyne w Europie Aqua Safari, w ramach którego zwierzęta podziwia się z płynącej łodzi; 
minizoo (blisko 200 zwierząt); świat małp - miejsce, w którym żyje ok. 200 małp 20 różnych gatunków; Świat Rozrywki z ponad 40 atrakcjami (park linowy, diabelski młyn, słoniowy samolot, place zabaw).